# Mėnuo Juodaragis
Le Mėnuo Juodaragis (abr. : MJR) (signifie en lituanien : « Lune à cornes noire » , ou selon interprétation « Le mois lunaire des cornes noires » ) est un festival annuel qui se déroule en Lituanie. Le lieu est changeant, en exemple pour les 3 années avant et durant la 20ème édition le festival s'est déroulé sur l'île sauvage du lac Dūburys.
Novateur et d'avant-garde, il a pour vocation de présenter l'héritage des anciennes traditions païennes et cultures des pays baltes, tout en proposant de la musique comme le folk et le post-folk.
L’événement présente également des artistes de divers pays et de mêmes orientations spirituelles, notamment scandinaves et slaves .

## Manifestations

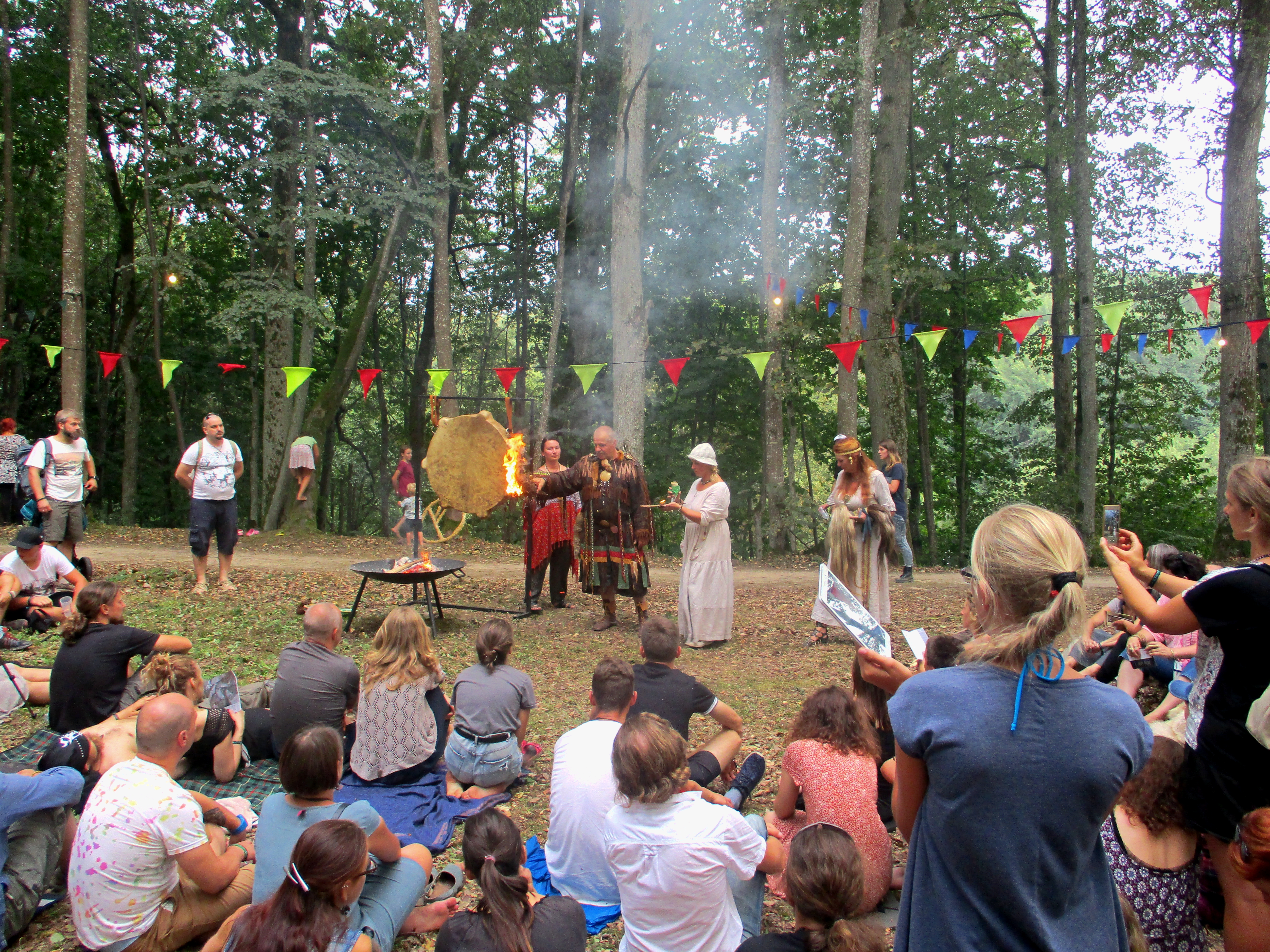
Un rite avec chaman Petras Dabrišius au Village magique.

Le festival offre de nombreuses manifestations : des concerts, des performances, des sessions d'artisanat traditionnel, des cérémonies païennes baltiques, des conférences d'invités, des lectures, du théâtre, une sélection de films, des expositions, des projets artistiques interactifs, des spectacles variés, des randonnées pédestres, des balades à vélo organisées, des jeux, des soirées magiques, des rituels, etc., sans oublier des vacances à l'air libre.

### Musique

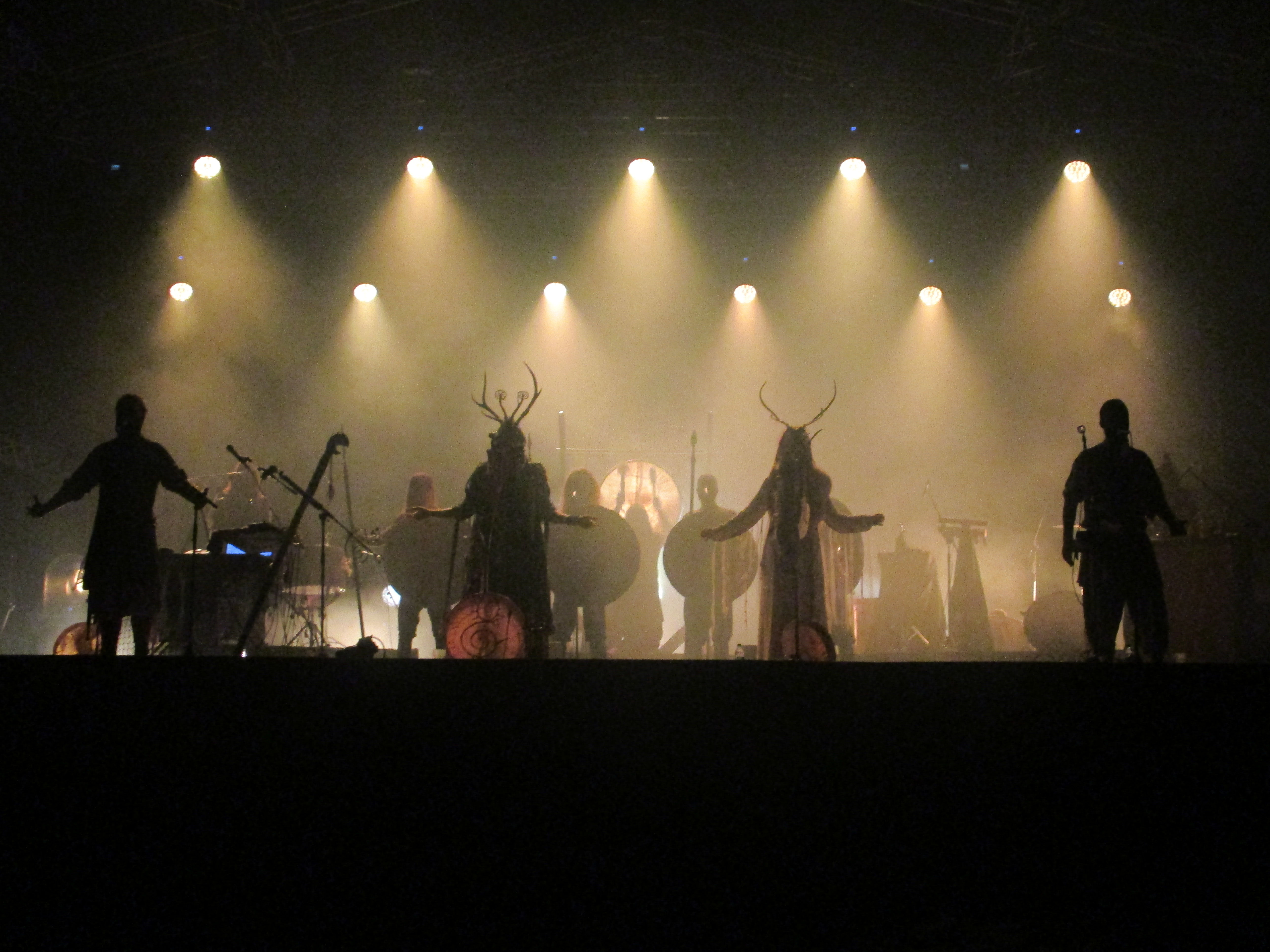
Heilung, groupe folklorique expérimental, se produit sur la Scène des Grands Cieux.

Chaque année le festival présente de la musique lituanienne et de façon éclectique celle venant de l'étranger. Généralement il accueille plus de 50 groupes de musique, de styles variés appropriés à la vocations du festival, comme de la musique folklorique authentique, des musiques post-folk, néo-folk, pagan-folk, des musiques de rituels chamaniques, du rock, du metal, de la musique cosmique et électronique.

### Célébrations
Traditionnellement Mėnuo Juodaragis se passe le dernier week-end de l'été, en plein air, pendant plusieurs jours. C'est aussi l'occasion d'une grande fête rituelle, pratiquée conjointement par un public représentatif et un certain nombre de personnes de tous les âges, y compris par de jeunes familles. Fêtes saisonnières en annonciation des fins de moissons. Rituel de remerciement à la nature pour son abondance, les bonnes récoltes, les fruits. On remarquera la symbolique des cornes qui en cette fin d'été se dévoile : corne d'abondance (débordante de fruits), apparition insistante des cerfs (brame), etc.
Dans l'esprit de cet événement, on trouve à l’honneur l'art de vivre en harmonie avec la nature et les idées écologiques notamment l'eco-art : « Laissez la nature parler à travers vos lèvres ! », la citoyenneté historique et la prise de conscience du patrimoine du pays. Au festival la propreté signifie un public responsable, une approche cohérente « de la nature ».
Parallèlement aux célébrations, le festival offre de la nourriture variée, de la cuisine traditionnelle et végétarienne, une sélection de petites boissons de brasseurs du pays, ainsi que la bière « Minami (Maître) Juodaragis », brassée selon l'ancienne tradition du respect des « maîtres Dundulio ».

## Histoire
Le festival Mėnuo Juodaragais a débuté en 1997, quand une douzaine de jeunes gens ont eu l'idée spontanée de se rassembler près du village de Verbiškės, au quartier Molėtų. C'est l'un des plus anciens festivals d'été en Lituanie, il existe depuis plus de deux décennies. À l'heure actuelle, c'est l'un des festivals d'été les plus grands et les plus visités des pays baltes.

## Thème
Le festival a son thème annuel spécifique, il est choisi selon un sens lié aux significations de la « vision du monde balte », inspiré de la « Religion Baltique » (en Lituanien : Baltų religija) et de sa mythologie. Le thème du festival est exprimé par « les chercheurs d'étincelles ». Des auteurs et créateurs l'expriment également dans de nombreuses parties du programme de l'événement.

### Historique Des Thèmes
Les anciens thèmes du Mėnuo Juodaragis ont été : le Mythe de Sovius (Sovijaus mitas) et Vydūnas (2005), la Lune (2007), Cerf-volant (2008), Cheval (2009), la Mythologie du Diable et J.Basanavičius (2010), Sutartinės (2011), Les Oiseaux et l'Aviation Lituanienne (2012) , la Fraternité Lettone et Lituanienne (2013), Rêve (2014), Abeille (2015) Maisons (2016), Perkūnas (dieux tonnerre) (2017), Le Sors (Sorcellerie) (2018).

## Portée
Aujourd'hui, comme pour sa 20ème édition, Mėnuo Juodaragis attire de nombreux visiteurs étrangers. Au cours des dernières années, le festival a été visité par des personnes de Lettonie, de Pologne, d'Estonie, d'Ukraine, du Biélorussie, de Russie, de Finlande, de Suède, d'Allemagne, des Pays-Bas, de Suisse, de Tchéquie, d'Autriche, de France, d'Espagne, d'Italie, du Portugal, du Canada, des États-Unis, d'Australie et d'autres contrées comme l'Inde, le Japon, etc.

## Fonctionnement

### Organisation et budget
Le festival est organisé par les labels « Dangus » (Ciel, en lituanien) et « Baltijos Griaustinis » (Tonnerre Baltique) .
À partir de 2002 il a commencé à être soutenu par le ministère de la Culture de la République de Lituanie, diverses entreprises, organisations et personnes individuelles.
Mėnuo Juodaragis est un événement indépendant et vit des motifs idéologiques forts. Toutes les activités du festival sont basées sur sa vocation, l’initiative personnelle et la créativité, libre de toute pression, institution ou entreprise.
Les membres volontaires et les contributeurs du MJR forment une tribu de passionnés, à la recherche de la meilleure décision mais pas forcement de la plus facile. Ils font beaucoup de choses avec leurs mains, surmontent de nouveaux défis pour cultiver de nouvelles idées et des approches révélant la découverte.